# Parc provincial sauvage Don Getty
Le parc provincial sauvage Don Getty est l'un des 108 parcs provinciaux de l'Alberta, au Canada. Le parc est nommé en l'honneur de Don Getty, un ancien premier ministre de cette province, et est situé à l'est du parc national de Banff.